# C'est la vie (film, 2001)
Pour les articles homonymes, voir C'est la vie.
Pour plus de détails, voir Fiche technique et Distribution.
C’est la vie est un film français réalisé par Jean-Pierre Améris et sorti en 2001. Le film a été récompensé aux festivals de Marrakech et Saint-Sébastien.

## Synopsis
Dans un centre médical spécialisé où les patients incurables viennent finir leur vie, un nouvel arrivant, Dimitri, la cinquantaine avancée, se lie avec Suzanne, une soignante trentenaire qui se dévoue aux malades depuis le décès de son mari. Ces deux blessés par la vie vont faire un bout de chemin ensemble jusqu'à ce que Dimitri s'éteigne en paix auprès de Suzanne, que cet amour aura régénérée.

## Fiche technique
Sauf indication contraire, les informations mentionnées dans cette section peuvent être confirmées par la base de données cinématographiques IMDb,  présente dans la section « Liens externes ».
- Titre original : C'est la vie
- Réalisation : Jean-Pierre Améris
- Scénario et dialogues : Jean-Pierre Améris et Caroline Bottaro d'après le roman de Marie de Hennezel, La Mort intime (Éditions Robert Laffont, 1995)
- Distribution des rôles : Jeanne Biras
- Décors : Jean-Pierre Clech
- Costumes : Anne Schott
- Photographie : Yves Vandermeeren
- Son : Jean-Pierre Duret, Muriel Moreau
- Montage : Martine Giordano
- Supervision musicale : Valérie Lindon
- Pays de production :  France
- Langue de tournage : français
- Producteur : Philippe Godeau
- Sociétés de production : Pan-Européenne, France 3 Cinéma, Productions René Goscinny, Cofimages 12, Gimages 4
- Sociétés de distribution : Wild Bunch Distribution, Tamasa Distribution
- Format : couleur — 35 mm — 1.85:1 — son Dolby SRD
- Genre : drame
- Durée : 114 minutes
- (fr) Mentions CNC : tous publics, Art et Essai
- Visa d'exploitation no 98204 délivré le 9 octobre 2001)
- Dates de sortie : 
  - Espagne : 28 septembre 2001 (Festival de Saint-Sébastien)
  - France : 7 novembre 2001

## Distribution
- Jacques Dutronc : Dimitri
- Sandrine Bonnaire : Suzanne
- Emmanuelle Riva : Dominique
- Jacques Spiesser : Jean-Louis
- Annie Grégorio : Simone
- Marilyne Canto : Brigitte
- Patrick Lizana : Paul
- Thierry Raso : Thierry
- Julia Vaidis-Bogard : Charlotte
- Saïda Jawad : Nora
- Nathan Pavillon-Barré : Thomas
- Julie Leibowitch : Cécile

## Bande originale
Sauf indication contraire ou complémentaire, les informations mentionnées dans cette section proviennent du générique de fin de l'œuvre audiovisuelle présentée ici.
- Autum Leaves (Les Feuilles mortes), paroles anglaises de Johnny Mercer et musique de Joseph Kosma, interprétée par Jacky Terrasson et Cassandra Wilson
- Für Alina d'Arvo Pärt, interprété au piano par Alexander Malter
- Berceuse pour endormir l'orage, interprétée par Katia Zuber
- Oui je l'adore, interprétée par Pauline Ester
- Le cœur a sa mémoire, paroles et musique de Rachel Leibowitch, interprétée par Julie Leibowitch
- Cozumel, paroles et musique de Joey Murcia, interprétée par Dominique Baillot
- Où sont tous mes amants ? de Maurice Vandair et Charles Andre Cachant, a.k.a. Charlys
- Darla dirladada de Dalida
- On en veut encore écrite et composée par Nathalie Sfez, interprétée par Rachel des Bois
- Un jour tu verras de Marcel Mouloudji interprété par Jacques Dutronc (générique de fin)
- Chachacha de guarija - Salvador Valverde (es) et Armando Oréfiche (en)
- Le Loup, la Biche et le Chevalier de Maurice Pon et Henri Salvador, interprétée par Sandrine Bonnaire
- Happy Birthday To You (Joyeux anniversaire), musique de Patty Hill et Mildred J. Hill
- Mon manège à moi, paroles de Jean Constantin et musique de Norbert Glanzberg
- With a Song in My Heart, paroles et musique de Richard Rodgers et Lorenz Hart, interprétée par Ella Fitzgerald
- Air de la Cantate BWV 115 de Johann Sebastian Bach, interprété par Barbara Schlick

## Lieux de tournage
Sauf indication contraire ou complémentaire, les informations mentionnées dans cette section proviennent du générique de fin de l'œuvre audiovisuelle présentée ici.
- Provence-Alpes-Côte d'Azur
  - Bouches-du-Rhône :
    - Gardanne, Clinique "La Maison", lieu-dit Saint-Roch, avenue Nice / Route Blanche,
    - Marseille.

  - Var :
    - Draguignan (notamment au cinéma Eldorado),
    - Figanières : Clinique Espérels,
    - Hyères (notamment au cinéma Les 6 Olbiens),hôpital Renée Sabran,
    - Le Castellet / Signes : Circuit Paul-Ricard.

Jacques Dutronc et Sandrine Bonnaire pilotent un DR-400. On voit également le DR-400 immatriculé F-GOVD décoller. Les scènes en l'air et au sol sont tournées depuis l'aérodrome de Cuers-Pierrefeu à Pierrefeu-du-Var et Cuers dans le Var.

## Distinctions
- Festival international du film de Marrakech 2001 : prix du meilleur acteur à Jacques Dutronc
- Festival international du film de Saint-Sébastien 2001 :
  - Coquille d'argent du meilleur réalisateur pour Jean-Pierre Améris
  - Prix de la solidarité à Jean-Pierre Améris